# Oleksandr Klymenko (Leichtathlet)
Oleksandr Klymenko (ukrainisch Олександр Клименко; auch russisch Александр Клименко, Aleksandr Klimenko; * 27. März 1970 in Kiew; † 7. März 2000 ebenda) war ein ukrainischer Kugelstoßer, der seine Karriere bereits in der Sowjetunion begann und 1994 Europameister wurde.
Nachdem er 1988 Juniorenweltmeister und 1989 Junioreneuropameister geworden war, gelang ihm 1991 der Durchbruch zur Weltspitze. Er stieß zum ersten Mal über die 20-Meter-Marke, gewann die Sowjetische Meisterschaft, die Universiade und startete bei den Leichtathletik-Weltmeisterschaften 1991 in Tokio. Mit 20,34 m gewann er dort Bronze hinter dem Schweizer Werner Günthör und dem Norweger Lars Arvid Nilsen.
Bei den Halleneuropameisterschaften 1992 in Genua trat Klymenko für die Gemeinschaft Unabhängiger Staaten an. Hinter seinem ukrainischen Landsmann Oleksandr Bahatsch gewann er mit 20,02 m die Silbermedaille. Am 29. Mai 1992 siegte Klymenko bei der ukrainischen Meisterschaft mit seiner persönlichen Bestweite von 20,84 m. In Barcelona bei den Olympischen Spielen 1992 stieß er 20,23 m, belegte mit dieser Weite aber nur den achten Platz.
Bei den Hallenweltmeisterschaften 1993 trat Klymenko erstmals im ukrainischen Nationaltrikot an. Er belegte den vierten Platz mit 20,58 m, fünf Zentimeter hinter Bahatsch auf Platz 3. Bei den Weltmeisterschaften 1993 in Stuttgart stieß er in der Qualifikation 19,37 m und erreichte als 13. nicht das Finale. Trotzdem holte er auch 1993 einen Titel, als er erneut Studentenweltmeister wurde.
Bei den Leichtathletik-Europameisterschaften 1994 in Helsinki gab es einen Dreifachsieg der ukrainischen Kugelstoßer. Klymenko siegte mit 20,78 m vor Bahatsch mit 20,34 m und Roman Wirastjuk mit 19,59 m. Bei den Weltmeisterschaften 1995 wurde Klymenko noch einmal Zwölfter.
Oleksandr Klymenko war 1,95 m groß und wog im Wettkampf 115 kg. Relativ früh zog er sich aus der Leichtathletik zurück und arbeitete als Bodyguard. Klimenko starb am 7. März 2000 in Kiew bei einer Schießerei durch vier Schusswunden, drei Wochen vor seinem 30. Geburtstag. Er arbeitete zum Zeitpunkt seines Todes als Autoverkäufer. Zu seiner Beerdigung kamen über 300 Freunde, Trainer und Athleten.